# سمكة المهرج القرفية
سمكة المهرج القرفية (الاسم العلمي: Amphiprion melanopus)، هو نوع من الأسماك يتبع جنس سمكة المهرج من فصيلة البوماسنتريدي.